# After the War
| 전문가 평가                      | 전문가 평가 |
| 평가 점수                        | 평가 점수   |
| 출처                             | 점수        |
| -------------------------------- | ----------- |
| AllMusic                         | [ 1 ]       |
| Collector's Guide to Heavy Metal | 6/10        |
| Kerrang!                         | [ 4 ]       |
| Rock Hard                        | 8.0/10      |

《After the War》는 1989년 1월 25일, 버진 레코드가 발매한 북아일랜드의 기타리스트 게리 무어의 일곱 번째 솔로 스튜디오 음반이다.

## 배경
그것의 전작인 《Wild Frontier》처럼, 《After the War》는 켈트 음악의 요소들을 포함하고 있다. 기악곡 〈Dunluce〉는 북아일랜드의 던루스 성의 이름을 따서 명명되었다.
〈Led Clones〉에서는 무어가 랜디 로즈와 합류하기 전에 함께 작업했던 오지 오스본이 리드 보컬을 공유한다. 이 곡은 당시 인기를 끌었던 킹덤 컴과 같은 밴드들에게 재미를 주고 있으며, 레드 제플린 형태의 사운드와 이미지를 기반으로 하고 있다. 오지는 "그 노래는 정말 재미있었고, 게리와 함께 녹음할 수 있어서 영광이었다"고 회상했다. 시스터스 오브 머시의 프론트맨 앤드루 엘드리치는 〈After the War〉, 〈Speak for Yourself〉, 〈Blood of Emeralds〉의 백 보컬을 제공한다. 무어는 그의 오랜 친구이자 동료인 필 라이넛을 추모하기 위해 〈Blood of Emeralds〉라는 곡으로 다시 한번 헌정한다.
전후 무어는 1997년 《Dark Days in Paradise》까지 기존의 하드 록에 대한 마지막 시도이자 모든 종류의 마지막 록 음반이었다. 그의 다음 음반인 《Still Got the Blues》를 시작으로, 그는 주로 블루스를 연주했다.
비록 코지 파월은 음반에서 드럼을 연주했지만, 그가 또한 드럼을 연주했던 음반 《Headless Cross》를 지원하기 위해 블랙 사바스와 함께 투어를 할 예정이었기 때문에 투어를 위해 크리스 슬레이드로 대체되었다.

## 곡 목록
모든 곡들은 특별한 언급이 없는 한 게리 무어에 의해 작사/작곡하였다.
| #  | 제목                               | 작사·작곡     | 재생 시간 |
| -- | ---------------------------------- | ------------- | --------- |
| 1. | 〈After the War〉                  |               | 4:17      |
| 2. | 〈Speak for Yourself〉             | 무어, 닐 카터 | 3:42      |
| 3. | 〈Livin' on Dreams〉               |               | 4:14      |
| 4. | 〈Led Clones〉 (Feat. 오지 오스본) | 무어, 카터    | 6:07      |

| #  | 제목                       | 작사·작곡  | 재생 시간 |
| -- | -------------------------- | ---------- | --------- |
| 1. | 〈Running from the Storm〉 |            | 4:45      |
| 2. | 〈This Thing Called Love〉 |            | 3:32      |
| 3. | 〈Ready for Love〉         |            | 5:39      |
| 4. | 〈Blood of Emeralds〉      | 무어, 카터 | 8:19      |

| #   | 제목                                   | 작사·작곡   | 재생 시간 |
| --- | -------------------------------------- | ----------- | --------- |
| 1.  | 〈Dunluce (Part 1)〉 (기악)            |             | 1:17      |
| 2.  | 〈After the War〉                      |             | 4:17      |
| 3.  | 〈Speak for Yourself〉                 | 무어, 카터  | 3:42      |
| 4.  | 〈Livin' on Dreams〉                   |             | 4:14      |
| 5.  | 〈Led Clones〉 (Feat. 오지 오스본)     | 무어, 카터  | 6:07      |
| 6.  | 〈The Messiah Will Come Again〉 (기악) | 로이 뷰캐넌 | 7:29      |
| 7.  | 〈Running from the Storm〉             |             | 4:45      |
| 8.  | 〈This Thing Called Love〉             |             | 3:22      |
| 9.  | 〈Ready for Love〉                     |             | 5:39      |
| 10. | 〈Blood of Emeralds〉                  | 무어, 카터  | 8:19      |
| 11. | 〈Dunluce (Part 2)〉 (기악)            |             | 3:50      |

## 인증
| 국가                       | 인증 | 판매량/출하량 |
| -------------------------- | ---- | ------------- |
| 독일 (BVMI)                | 골드 | 250,000^      |
| 스웨덴 (GLF)               | 골드 | 50,000^       |
| 영국 (BPI)                 | 실버 | 60,000^       |
| ^출하량을 기반으로 한 인증 |      |               |